# Allium decumbens
Allium decumbens — вид квіткових рослин підродини цибулевих (Allioideae). Це місцевий ендемік, поширений лише на горі Хазарбаба в провінції Елязиг, Східна Анатолія; росте на схилах на висотах 2160–2300 метрів над рівнем моря.

## Морфологічна характеристика
Цибулина яйцеподібна, 1.5–4 × 1.2–2.5 см; зовнішні оболонки сірі, бурі, швидко спадають; внутрішня оболонка біла; немає цибулинок. Стеблина 10–17 см завдовжки й 2–2.2 мм ушир. Листків 2, порожнистих, 7-гранних; нижні листки ширші, 6.5–12 см завдовжки, 0.2–0.4 см завширшки, на кінчику загострені, здебільшого s-подібно зігнуті; верхній лист тонший і короткий, загострений, здебільшого незагнутий, 3.5–5.5 см довжини, 0.2–0.3 см ширини. Парасолька зазвичай куляста чи майже так, діаметром 2.5–4.5 см, нещільна, містить 20–100 квіток. Оцвітина 4–5.25× 3–3.1 мм; листочки оцвітини зеленуваті, гладкі, краї та основа білі, середні частини світло-зелені, серединна жилка нечітка, краї тонкі, серединка м'ясиста, соковита. Пиляки кремово-жовті.